# (247542) Ripplrónai
(247542) Ripplrónai, désignation internationale (247542) Ripplronai, est un astéroïde de la ceinture principale.

## Description
(247542) Ripplronai est un astéroïde de la ceinture principale. Il fut découvert le 8 septembre 2002 à Piszkesteto par Krisztián Sárneczky. Il présente une orbite caractérisée par un demi-grand axe de 2,58 UA, une excentricité de 0,24 et une inclinaison de 3,8° par rapport à l'écliptique.

## Compléments